# بريت ستيفنز
بريت ستيفنز (بالإنجليزية: Bret Stephens)‏ هو صحفي أمريكي، ولد في 21 نوفمبر 1973 في نيويورك في الولايات المتحدة.

## وصلات خارجية
- بريت ستيفنز على موقع IMDb (الإنجليزية)
- بريت ستيفنز على موقع قاعدة بيانات الفيلم (الإنجليزية)